# Resolutie 804 Veiligheidsraad Verenigde Naties
Resolutie 804 van de Veiligheidsraad van de Verenigde Naties werd unaniem aangenomen op 29 januari 1993. De resolutie verlengde de UNAVEM II-missie in Angola met drie maanden.

## Achtergrond
Nadat Angola in 1975 onafhankelijk was geworden van Portugal, keerden de verschillende onafhankelijkheidsbewegingen zich tegen elkaar bij het dingen naar de macht. Onder meer Zuid-Afrika en Cuba mengden zich in de burgeroorlog, totdat ze zich in 1988 terugtrokken. De VN-missie UNAVEM I zag toe op het vertrek van de Cubanen. Een staakt-het-vuren volgde in 1990, en hiervoor werd de UNAVEM II-missie gestuurd. In 1991 werden akkoorden gesloten om democratische verkiezingen te houden die eveneens door UNAVEM II zouden worden waargenomen.

## Inhoud

### Waarnemingen
De Veiligheidsraad overwoog een verzoek van de Angolese overheid en was bezorgd om zware gevechten die recent in delen van dat land waren uitgebroken en de al gevaarlijke situatie die er verder verslechterde. Ook het feit dat belangrijke delen van het vredesakkoord dode letter bleven en er recent geen dialoog was geweest
tussen de overheid en de UNITA stemde tot ongerustheid. Nog ongerust was men over het lastigvallen en mishandelen van het UNAVEM II-personeel, de plundering en vernieling van VN-eigendom en rapporten van buitenlandse steun en betrokkenheid bij het militaire in Angola.
Eind september 1992 waren verkiezingen gehouden in Angola die als vrij en eerlijk waren bestempeld. Op basis van die uitslag werd nu gewerkt aan een regering van nationale eenheid, maar UNITA nam tot dusver geen deel aan de opgezette politieke instellingen. De eenheid en territoriale integriteit van Angola werden nogmaals bevestigd. Er werd erkend dat de Angolezen zelf ultiem verantwoordelijk waren voor het herstel van de vrede en verzoening in hun land. Secretaris-generaal Boutros Boutros-Ghalis inspanningen om de crisis op te lossen en het politieke proces te hervatten werden gesteund.

### Handelingen
De Veiligheidsraad veroordeelde de aanhoudende schendingen van het vredesakkoord, de aanvankelijke verwerping van de verkiezingsuitslag door UNITA, diens terugtrekking uit het Angolese leger, inname van provinciehoofdsteden en hervatting van de vijandelijkheden. De Veiligheidsraad eiste een onmiddellijk staakt-het-vuren, de hervatting van de gesprekken in Addis Ababa, de overeenkomst van een schema voor de uitvoering van het vredesakkoord, vooral inzake het ophouden van hun troepen en de inlevering van hun wapens, demobilisatie, de vorming van een eenheidsleger, herstel van het gezag in heel het land, de voltooiing van het verkiezingsproces en vrij verkeer van personen en goederen.
Beide partijen werden opgeroepen aan te tonen dat ze zich aan het vredesakkoord wilden houden en vooruitgang te maken. Bij de lidstaten werd aangedrongen enige militaire inmenging meteen stop te zetten. Ook schendingen van de internationale humanitaire wet, en in het bijzonder aanvallen op de bevolking en moordpartijen door gewapende burgers, werden streng veroordeeld. De Veiligheidsraad eiste ook dat UNITA gegijzelde buitenlanders onmiddellijk vrijliet en veroordeelde aanvallen tegen UNAVEM II. Daarbij was een politiewaarnemer om het leven gekomen.
De Veiligheidsraad besliste het mandaat van UNAVEM II met drie maanden te verlengen, tot 30 april 1993. De secretaris-generaal mocht de missie om veiligheidsredenen concentreren in bepaalde gebieden. Hem werd gevraagd voor 30 april te rapporteren aanbevelingen te doen over de verdere rol van de Verenigde Naties in het vredesproces. De Veiligheidsraad zou de aanwezigheid van de VN aanzienlijk uitbreiden moest er grote vooruitgang worden geboekt en zou er alles aan doen om de vredesakkoorden uitgevoerd te krijgen.

## Verwante resoluties
- Resolutie 785 Veiligheidsraad Verenigde Naties (1992)
- Resolutie 793 Veiligheidsraad Verenigde Naties (1992)
- Resolutie 811 Veiligheidsraad Verenigde Naties
- Resolutie 823 Veiligheidsraad Verenigde Naties

Lijst ·  800 ·  801 ·  802 ·  803 ·  804 ·  805 ·  806 ·  807 ·  808 ·  809 ·  810 ·  811 ·  812 ·  813 ·  814 ·  815 ·  816 ·  817 ·  818 ·  819 ·  820 ·  821 ·  822 ·  823 ·  824 ·  825 ·  826 ·  827 ·  828 ·  829 ·  830 ·  831 ·  832 ·  833 ·  834 ·  835 ·  836 ·  837 ·  838 ·  839 ·  840 ·  841 ·  842 ·  843 ·  844 ·  845 ·  846 ·  847 ·  848 ·  849 ·  850 ·  851 ·  852 ·  853 ·  854 ·  855 ·  856 ·  857 ·  858 ·  859 ·  860 ·  861 ·  862 ·  863 ·  864 ·  865 ·  866 ·  867 ·  868 ·  869 ·  870 ·  871 ·  872 ·  873 ·  874 ·  875 ·  876 ·  877 ·  878 ·  879 ·  880 ·  881 ·  882 ·  883 ·  884 ·  885 ·  886 ·  887 ·  888 ·  889 ·  890 ·  891 ·  892